# بللین
بللین (به عربی: بللین) یک روستا در سوریه است که در شهرستان حمات واقع شده‌است.

## خصوصیات
بللین  ۲٬۳۶۷ نفر جمعیت دارد.